# Denver Open 1982
Il Denver Open 1982 è stato un torneo di tennis giocato sul sintetico indoor. È stata l'11ª edizione del torneo che fa parte del Volvo Grand Prix 1982. Si è giocato a Denver negli USA dall'1 al 6 febbraio 1982.

## Campioni

### Singolare maschile
John Sadri ha battuto in finale  Andrés Gómez con il punteggio di 4–6, 6–1, 6–4

### Doppio maschile
Kevin Curren /  Steve Denton hanno battuto in finale  Phil Dent /  Kim Warwick con il punteggio di 6–4, 6–4